# Leuctra maria
Leuctra maria är en bäcksländeart som beskrevs av Paul E. Hanson 1941. Leuctra maria ingår i släktet Leuctra och familjen smalbäcksländor. Inga underarter finns listade i Catalogue of Life.